# Hybalus ramicornis
Hybalus ramicornis är en skalbaggsart som beskrevs av Edmund Reitter 1892. Hybalus ramicornis ingår i släktet Hybalus och familjen Orphnidae. Inga underarter finns listade i Catalogue of Life.